# کانال سان بووو
کانال سان بووو (به ایتالیایی: Canal San Bovo) یک کومونه در ایتالیا است که در ترنتینو واقع شده‌است.

## خصوصیات
کانال سان بووو ۱۲۵٫۵ کیلومترمربع مساحت و ۱٬۶۲۳ نفر جمعیت دارد.

## خواهرخوانده
شهر چیویتلا آلفدنا خواهرخواندهٔ کانال سان بووو هست.